# Частотное вибрато
Часто́тное вибра́то (на струнных), бенд (англ. bending — изгиб, искривление) — приём игры на некоторых музыкальных инструментах, позволяющий извлечь «искусственные» ноты, не предусмотренные в строе инструмента.
Бенды широко применяются при игре на гитаре, блюзовой губной гармонике и некоторых духовых музыкальных инструментах.

## Техника выполнения
Ладовые струнные инструменты

Бенд на гитаре

С помощью пальца струна подтягивается «к потолку» или «к полу» в зависимости от расположения струны на грифе. При подтягивании струн можно помогать всеми пальцами левой руки тянуть струну. Можно выполнять бенд только пальцами, можно движением кисти вокруг грифа.
Кроме изменения звука за счёт собственно исполнения бенда, возможно дополнительное извлечение правой рукой. Например, в Highway Star Deep Purple используется именно такой приём.
Губная гармоника
На блюзовой губной гармонике бенды извлекаются особым положением языка во рту исполнителя и силой дыхания.